# The Silence
The Silence är en låt framförd av Frida Green i Melodifestivalen 2021. Låten som deltog i den andra deltävlingen, gick vidare till andra chansen, där hon sedan åkte ut i duell 2 emot Paul Rey.
Låten är skriven av Anna Bergendahl, Bobby Ljunggren, David Lindgren Zacharias och Joy Deb.